# Mammutti
Mammutti (pron. AFI: [mɐmːuːʈːi]; in malayalam മമ്മൂട്ടി, Mammūṭṭi; trasl. anglosassone: Mammootty), pseudonimo di Muhammad Kuṭṭi Ismāyil Panippaṟaṁpil (in malayalam മുഹമ്മദ് കുട്ടി ഇസ്മായിൽ പനിപ്പറമ്പിൽ; Cantirūṟ, 7 settembre 1951), è un attore indiano.
È attivo soprattutto nel cinema in lingua malayalam, ma anche in quello di altre lingue come tamil, telugu, kannada, hindi e inglese. Nella sua carriera, iniziata nel 1971, ha preso parte a oltre 400 film.

## Filmografia parziale
- August 1, regia di Sibi Malayil (1988)
- Oru Vadakkan Veeragatha, regia di T. Hariharan (1989)
- Mrigaya, regia di I.V. Sasi (1989)
- Mathilukal, regia di Adoor Gopalakrishnan (1989)
- Ponthan Mada, regia di T. V. Chandran (1994)
- Vidheyan, regia di Adoor Gopalakrishnan (1994)
- Dr. Babasaheb Ambedkar, regia di Jabbar Patel (2000)
- Paleri Manikyam: Oru Pathirakolapathakathinte Katha, regia di Renjith (2009)

## Premi e riconoscimenti
Lista parziale:

- Padma Shri (1998)
- National Film Awards
  - 1989: "Best Actor (Malayalam)"
  - 1993: "Best Actor (Malayalam)"
  - 1998: "Best Actor (English)"
- Kerala State Film Awards
  - 1981: "Second Best Actor"
  - 1984: "Best Actor"
  - 1985: "Special Jury Award"
  - 1989: "Best Actor"
  - 1993: "Best Actor"
  - 2004: "Best Actor"
  - 2009: "Best Actor"
- Filmfare Awards South
  - 1984: "Best Actor"
  - 1985: "Best Actor"
  - 1990: "Best Actor"
  - 1991: "Best Actor"
  - 1997: "Best Actor"
  - 2000: "Best Actor"
  - 2004: "Best Actor"
  - 2006: "Best Actor"
  - 2009: "Best Actor"
  - 2010: "Best Actor"
  - 2014: "Best Actor"
  - 2015: "Best Actor"